# Culicoides alahialinus
Culicoides alahialinus är en tvåvingeart som beskrevs av Barbosa 1952. Culicoides alahialinus ingår i släktet Culicoides och familjen svidknott. Inga underarter finns listade i Catalogue of Life.